# Лизард (город, Великобритания)

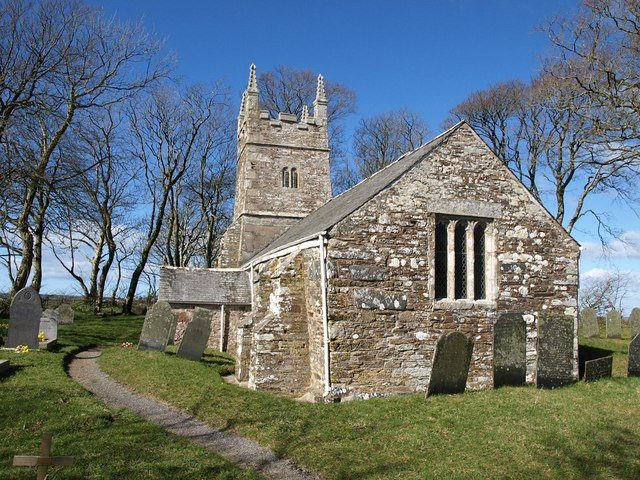
Церковь Сент-Винваллоу в деревни Лизард

Лизард (англ. Lizard) — деревня на полуострове Лизард в Корнуолле, Англия, Соединенное Королевство. Она расположена примерно в десяти милях (16 км) к югу от Хелстона и является самым южным поселением в островной части Великобритании. Лизард — это туристический центр, а его большая часть окружена кафе и сувенирными магазинами.
Деревня находится в приходе с поселением Ландеведнак (является самым южным приходом на британском острове).

## Интересные факты
Церковь Сент-Винваллоу является самой южной церковью в Британии. Она построена из серпентинита, который здесь добывают (см. «Комплекс ящериц» в английской версии Википедии для получения дополнительной информации о геологии полуострова) и расположена в деревушке Ландеведнак, ныне пригород деревни Лизард.
Лизардский маяк, самый старый маяк на полуострове Корнуолл, расположен в полумиле (800 м) от юга деревни. Он имеет башни-близнецы и был установлен в 1752 году, хотя до этого здесь был маяк ещё с 1619 года. В городе находиться также «Станция спасательной шлюпки Lizard», эксплуатируемая RNLI, расположена в Kilcobben Cove, в полумиле к востоку от деревни.

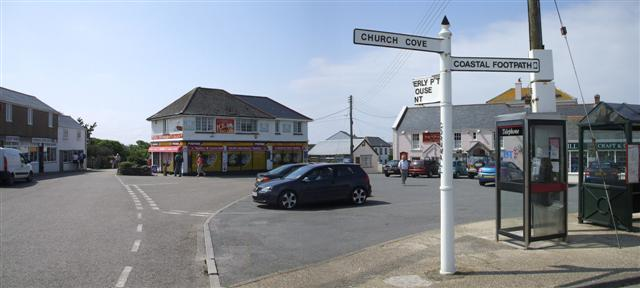
Деревня Лизард